# Saint-Sulpice (Puy-de-Dôme)
 Saint-Sulpice  es una población y comuna francesa, situada en la región de Auvernia, departamento de Puy-de-Dôme, en el distrito de Clermont-Ferrand y cantón de Bourg-Lastic.

## Demografía
| 159 | 149 | 132 | 140 | 109 | 113 |
| Para los censos de 1962 a 1999 la población legal corresponde a la población sin duplicidades (Fuente: INSEE [Consultar]) |     |     |     |     |     |